# Allouville-Bellefosse
Allouville-Bellefosse – miejscowość i gmina we Francji, w regionie Normandia, w departamencie Sekwana Nadmorska.
Według danych na rok 1990 gminę zamieszkiwało 1007 osób, a gęstość zaludnienia wynosiła 69 osób/km² (wśród 1421 gmin Górnej Normandii Allouville-Bellefosse plasuje się na 235. miejscu pod względem liczby ludności, natomiast pod względem powierzchni na miejscu 154.).